# Любимов, Исидор Евстигнеевич
Исидо́р Евстигне́евич Люби́мов (1882, Костромская губерния — 1937, Москва) — русский революционер, советский государственный деятель, ближайший сподвижник Фрунзе в годы революции и гражданской войны, организатор кооперативного движения (1926—1930), руководитель внешней торговли (1930—1931), нарком лёгкой промышленности СССР (1932—1937).

## Молодые годы
- 1 (13) мая 1882 — родился в деревне Старищево Кужбальской волости Кологривского уезда Костромской губернии[1] в семье крестьянина, занимавшегося отхожим промыслом.
- По окончании начальной земской школы в дополнение к крестьянскому труду зимой подрабатывал портняжим промыслом (ходил по деревням Уфимской губернии).
- 1896—1899 — учёба в Георгиевской второклассной церковно-приходской школе (ныне в Мантуровском районе), в которой не только готовили учителей грамоты, но и обучали ремёслам. И. Любимов обучился столярному, переплётному мастерству и впоследствии работал и как столяр, и как переплётчик книг.
- 1899—1900 — служил помощником учителя в Халбужской церковно-приходской школе (ныне с. Угоры Мантуровского р-на Костромской области). Щеколдин Фёдор Иванович познакомил его с легальной марксистской литературой. И дальше стал помогать ему.
- 1900—1903 — Щеколдин Ф. И. похлопотал перед своим дядей Миндовским А. М. о помощи в окончании экстерном курса Костромской духовной семинарии, а затем пристроить его на работу учителем в Воскресенской церковно-приходской школе в Костроме. Начало революционной деятельности вместе с Миндовским В. А., Кулаковым Н. И. под присмотром Повара.
- 1902 году в Ярославле вступил в РСДРП, с 1903 — большевик.
- 1903—1905 — работа учителем в земском народном училище с. Скрылово Нерехтского уезда Костромской губернии (близ Родников Юрьевецкого уезда), одновременно (в 1903—1904 г.) работал учителем в училище при фабрике А. М. Красильщиковой в Родниках, обучая грамоте как детей, так и взрослых рабочих[2].
- В конце 1905 года земской управой был отстранён от преподавания по неблагонадёжности. Перешёл на нелегальное положение и целиком отдался партийной работе.
- 1906—1907 — работал в качестве профессионального революционера в Иваново-Вознесенске, был ответственным руководителем выборами во 2-ю и 3-ю Государственную думу по Владимирской губернии.
- 24 ноября 1906 года организовал митинг родниковских текстильщиков в Народном доме, на котором шла открытая агитация за избрание большевиков во II Государственную думу.
- 30 апреля (13 мая) — 19 мая (1 июня) 1907 — делегат 5-го (Лондонского) съезда РСДРП от Иваново-Вознесенской организации.
- Ноябрь 1907 — июнь 1908 — работал в Москве как профессиональный революционер, организатором Сокольнического района партии и членом Московского комитета РСДРП(б).

## Аресты и ссылки
- Июнь 1908 — арест на собрании Московского Комитета; после четырёхмесячного заключения в Таганской тюрьме освобождён под надзор полиции.
- Октябрь 1908 — ноябрь 1909 — работал некоторое время в столярной мастерской Музея наглядных пособий в Москве. Затем работал в Профсоюзе печатников (связи Любимова с ним сохранились ещё по нелегальной работе), зимой 1908 года был избран его секретарём, одновременно принимал участие в партийной группе профсоюзных работников. В это же время работал как член Правления в организованном печатниками Москвы рабочем просветительном клубе общедоступных развлечений. Редактировал профессиональный журнал «Русский печатник».
- Ноябрь 1909 — арест, после пятимесячного заключения в Бутырской тюрьме выслан в Нижний Новгород.
- 1910—1911 — организовывал распространение социал-демократических и профессиональных журналов на заводах и фабриках Нижнего Новгорода и Сормова, работал в профсоюзах печатников и портных, по подготовке к съезду ремесленников. Принимал участие в местной партийной работе и в организации партийного журнала «Поволжская Быль».
- 1911 — арест, заключение в Нижегородской тюрьме.
- 1911—1915 — ссылка в Вологодскую губернию на 4 года. В Вологде организовал рабочий культурно-просветительный клуб «Просвещение» и всё время ссылки руководил его работой. С наступлением войны заведовал Отделом труда при Комитете помощи беженцам.
- 1915—1917 — мобилизован в армию, работал во Всероссийском земском союзе на Западном фронте, где одновременно вёл партийную работу, в частности, в Лунинце.

## Правая рука Фрунзе

### В Минске и на Западном фронте
- Апрель 1916 — в Минск под фамилией Михайлов прибыл Фрунзе, который, получив должность статистика в Земском союзе, активно включается в организацию подпольной революционной организации в Минске и в Западной армии.
- Март 1917 — вместе с Фрунзе был организатором Совета солдатских и рабочих депутатов в Минске. Был также одним из организаторов 1-го фронтового съезда солдатских депутатов Западного фронта и состоял товарищем председателя исполкома Совета солдатских депутатов Западного фронта. Был одним из организаторов большевистской фракции Минского Совета и Минского комитета РСДРП(б).
- 4 (17) марта 1917 — были созданы Минский Совет и Временный исполнительный комитет Минского Совета. В состав Временного исполкома вошли М. В. Фрунзе и И. Е. Любимов.
- 8 (21) июля — август 1917 — председатель Минского Совета рабочих и солдатских депутатов.

### Городской голова Иваново-Вознесенска
- Август 1917 — ЦК партии большевиков по просьбе Иваново-Вознесенского окружного комитета РСДРП(б) направляет М. В. Фрунзе и И. Е. Любимова на ответственную партийную работу в Иваново-Вознесенск и Шую. Любимов организует и редактирует Иваново-Вознесенскую городскую газету «Наша Звезда».
- 27 августа (9 сентября) 1917 — в Иваново-Вознесенске и Шуе прошли выборы в городские думы[3].
- 22 сентября (5 октября) 1917 г. — городская дума утверждает И. Любимова главой (городским головой) Иваново-Вознесенска.
- 21 октября (3 ноября) — 17 (30) ноября 1917 г. — в Иваново-Кинешемском промышленном районе началась гигантская 300-тысячная стачка, охватившая 114 предприятий региона. Руководящие органы (Центростачка), расположенные в Иваново-Вознесенске, имели тесную связь и взаимодействие с городским головой Любимовым.
- Ноябрь 1917 — председатель Иваново-Вознесенского Совета.
- 4 (17) ноября 1917 года — по инициативе И. Любимова учреждена газета «Рабочий город», орган Иваново-Вознесенского общественного самоуправления и Иваново-Вознесенского городского Совета рабочих депутатов. 3 марта 1918 г. газета стала губернской и переименована в «Рабочий край». И. Любимов принимал активное участие в редактировании газеты.
- 12 (25) ноября 1917 — избран членом Учредительного Собрания от РСДРП(б) по Владимирскому избирательному округу.

### Создание новой губернии
- 6-7 (19-20) декабря 1917 г — в Иваново-Вознесенске состоялся I съезд Советов Иваново-Кинешемского района. Съезд принял решение о создании новой губернии из части территорий соседних губерний — Владимирской и Костромской.
- 28-29 января (11-12 февраля) 1918 — прошёл II съезд Советов Иваново-Кинешемского района совместно с представителями фабрично-заводских комитетов и других организаций. Районный съезд решено было признать губернским учредительным съездом. Съезд принял «практические положения об устройстве новой губернии». Была образована комиссия по организации губернии и избранию губернского исполкома, в состав которой были избраны Фрунзе и Любимов.
- 21-24 апреля 1918 — состоялся III съезд Советов рабочих и крестьянских депутатов Иваново-Вознесенской губернии под председательством М. В. Фрунзе. На съезде рассматривались различные вопросы: доклад М. В. Фрунзе о текущем моменте, установление границ губернии, продовольственный вопрос, состояние промышленности, военный вопрос и другие. Съезд избрал губисполком в составе 20 человек под председательством М. В. Фрунзе; его заместителями были избраны И. Е. Любимов и И. И. Коротков. И. Е. Любимов также стал заведующим отделом народного образования.
- 20 июня 1918 — официальное утверждение Иваново-Вознесенской губернии.
- Октябрь 1918 — апрель 1919 — председатель Иваново-Вознесенского губисполкома.

Фрунзе был назначен первым комиссаром (главнокомандующим) Ярославского военного округа (в который территориально входили 14 губерний) с местопребыванием штаба округа в Иваново-Вознесенске. На освободившийся пост назначен И. Любимов, «правая рука» Фрунзе.

### В Туркестане
- май — сентябрь 1920 — председатель Совета Народных Хазиров (комиссаров) Туркестана[4].
- 8 октября 1920 — И. Любимов на Съезде представителей народов Бухары от имени РСФСР провозгласил признание независимости образованной Бухарской Народной Социалистической Республики.
- 1919—1920 — член Президиума ЦИК Туркестанской АССР и заместитель его председателя, председатель Самаркандской областного военно-революционного комитета (Ревкома).
- Октябрь 1919 — ноябрь 1920 — чусоснабарм и член РВС Туркестанского фронта (командующий — Фрунзе).

### На Украине
- 1921 — чусоснабарм Украины и Крыма (командующий Южным фронтом — Фрунзе).
- 8-16 марта 1921 — делегат (с решающим голосом) X-съезда РКП(б) от Харьковского военного округа.
- 1921 — член Президиума СНХ Украинской ССР, секретарь Южбюро ВЦСПС, член Президиума ВУЦИК.

### Опекунство над детьми Фрунзе
- 1926 — после смерти Фрунзе и самоубийства его жены Софьи Алексеевны остались сиротами их дети трёхлетний Тимур и пятилетняя Татьяна: решением ЦИК опекунами сирот назначили наркома Климента Ворошилова, секретаря ЦИК Авеля Енукидзе и близкого друга Фрунзе Исидора Евстигнеевича Любимова. Сироты сначала жили у бабушки, а в 1931 году детей Фрунзе взял на воспитание в свою семью Клим Ворошилов.

## На различных должностях
- С октября 1921 — заместитель председатель Главного управления хлопкового комитета при ВСНХ РСФСР.
- 1922—1924 — председатель Главного управления хлопкового комитета при ВСНХ СССР.
- 1922—1924 — председатель Среднеазиатского экономического совещания.
- 1922—1924 — заместитель председателя Среднеазиатского бюро ЦК ВКП(б).
- 1924—1926 — заместитель председателя исполкома Моссовета и член Президиума ВСНХ СССР.
- 1925 — поездка во главе делегации Моссовета в Западную Европу для изучения коммунального хозяйства больших городов. Результатом поездки стал коллективный труд (под общ. редакцией И. Любимова) «Большие города Западной Европы. Берлин. Париж. Лондон», Издание МКХ, 1926 г.
- 23-31 мая 1924 — делегат (с решающим голосом) XIII съезда РКП(б) от Московской губернии.
- 31 декабря 1925 — 2 декабря 1927 — кандидат в члены ЦК ВКП(б).

## Во главе кооперативного движения
- 1926 — ноябрь 1930 — председатель Правления Центрального союза потребительских обществ (Центросоюз).
- 2-19 декабря 1927 — прошёл XV съезд ВКП(б), на котором И. Любимов выступил с докладом о кооперации.

Из доклада Любимова:
«Вопросами торговли и кооперации в последнее время наши центральные организации, и партийные и советские, занимались чрезвычайно много, ибо при обострении положения со снабжением, которое мы имеем в данное время, вопросы рациональной организации торговли, вопросы организации дешевого общественного торгового аппарата в лице кооперации имеют огромное и решающее значение.

Здесь партия и правительство поставили твердую ставку на развитие кооперативного оборота, на постепенное вытеснение частника и на постепенное замещение кооперацией не только частной, но, в некоторой части, и государственной торговли»
«А кооперация до настоящего времени росла исключительно за счет частника. Если частник в розничном обороте в 1924/25 г. занимал 48,5 %, то сейчас он занимает 33,3 %. Кооперация — наоборот: в 1924/25 году её розничный оборот составлял 33,5 %, а теперь — 48,5 %, — совпадение процент в процент. Кооперация выросла за эти три года на 12 % за счет вытеснения частника»
«Кооперация охватывает все большее количество товаров, становясь основным товаропроводящим звеном, берет на себя огромные задачи и огромную ответственность»
«Мы имели на 1 октября 12,5 миллионов членов кооперативов. К концу этого года мы будем иметь 15 миллионов членов. Пятилетка предусматривает, что через 5 лет мы будем иметь 26 миллионов пайщиков. Это, товарищи, огромнейшая масса»
«Я хочу, товарищи, в заключение пару слов сказать о следующем: на кооперацию в последнее время был произведен огромный нажим. Работа её, правда, находилась в таком состоянии, что это вызывалось необходимостью, но, к сожалению, этот нажим сейчас фактически превратился во многих случаях в зажим»
«Сейчас я хочу остановиться ещё на одном вопросе. Экономическое и хозяйственное значение кооперации растет с каждым годом, и сейчас оно является огромнейшим, но общественная роль кооперации, общественное значение её всё ещё не соответствуют тому хозяйственному значению, которое заняла кооперация»
- 19 декабря 1927 — 25 июня 1937 — член ЦК ВКП(б).
- 1928 — в период расцвета кооперативного движения по заказу И. Любимова проводится международный конкурс на строительство здания Центросоюза в Москве, величественное здание было построено в 1929—1931 гг. по проекту знаменитого Ле Корбюзье. Во время голодного 1932 года строительство здания Центросоюза был приостановлено и окончено в 1933—1936 гг. В 1932 году был создан Наркомлегпром СССР, который возглавил Любимов. Поэтому здание Центросоюза было отдано наркомату лёгкой промышленности.

## Во главе внешней торговли
- 11.1930 — 1931 — заместитель народного комиссара внешней и внутренней торговли СССР.
- 11.1930 — 1931 — торговый представитель СССР в Германии, руководитель Торгпредств и внешней торговли в Европе.

В это время И. Любимов был на важнейших постах в системе внешней торговле — в период разворачивающейся индустриализации в стране через него заключались контракты на поставку в СССР оборудования и целых заводов, осуществлялся экспорт хлеба. Работать Любимову пришлось в сложные годы начавшегося мирового кризиса: достаточно сказать, что мировые цены на пшеницу, основной экспортный товар СССР, упали в эти годы в несколько раз.

## Нарком лёгкой промышленности СССР
- 5 января 1932 — создан Наркомат лёгкой промышленности СССР.
- 5 января 1932 — 7 сентября 1937 — народный комиссар лёгкой промышленности СССР.
- 9 — 12 апреля 1932 — в Вичуге, одном из главных текстильных центров России, произошла крупнейшая в сталинский период стачка, которая сопровождалась уличными стычками и погромами учреждений власти.

В 1937 году «расследование» Ежовым «чрезвычайно важных вичугских событий» запустит репрессивный механизм в центральном аппарате Наркомлегпрома, в жернова которого попадёт и И. Любимов.
- 4 февраля 1934 — выступление наркома И. Любимова на XVII съезде ВКП(б).

Из доклада Любимова:
«В течение второй пятилетки продукция легкой промышленности должна возрасти, с учетом поправок, которые я хочу внести съезду, в 2,5 раза против уровня производства, достигнутого в 1932 г. Рост продукции, как видите, колоссальный. Легкая промышленность во втором пятилетии вступает в новый этап невиданно высоких темпов ежегодного прироста продукции.

По объему производства продукции легкой промышленности, предусмотренного по второму пятилетнему плану, Советский Союз выходит на одно из первых мест в Европе, догоняя Америку.

Учтя поправки, хлопчатобумажных тканей мы должны выпустить в 1937 г. 5 млрд м с лишним против 2 534 млн м в 1932 г., то есть в итоге второй пятилетки достигается удвоение выпуска хлопчатобумажных тканей.

Шерстяных тканей мы в 1937 г. должны выпустить 220 млн м против 91 млн м в 1932 г., что составит рост в 2,5 раза. Льняных тканей должно быть выработано 560 млн м против 130 млн м в 1932 г., то есть рост в 4 с лишком раза.

Обуви надо выработать в 1937 г. 160 млн пар против 73 млн в 1932 г., то есть рост более чем в 2 раза.

Свыше чем в 2 раза возрастает выпуск стекольных и фарфоровых изделий, свыше чем в 2 раза возрастает выпуск швейных изделий, свыше чем в 4 раза возрастает выпуск трикотажных изделий и т. д.»
«Большая программа технической реконструкции предусматривается планом второй пятилетки в области ткачества в хлопчатобумажной промышленности. От применяющихся в настоящее время неавтоматизированных ткацких станков системы „Платт“ мы переходим к вооружению хлопчатобумажной промышленности ткацкими автоматами и к автоматизации действующих ткацких станков.

В области автоматизации ткачества наши инженеры дали ряд ценнейших изобретений, дающих серьёзные основания считать, что уже в ближайшие годы тип автоматического ткацкого станка системы производства нашего Союза будет одним из лучших.

Все вновь строящиеся предприятия хлопчатобумажной промышленности оборудуются автоматическими ткацкими станками, и проводится широкая программа мер по автоматизации действующих ткацких станков. Процент автоматических и автоматизированных станков в хлопчатобумажной промышленности к концу второй пятилетки доводится примерно до 50 против 10—12 в 1932 г. Автоматизация ткачества значительно сокращает потребность в рабочей силе для развивающейся хлопчатобумажной промышленности»
«В качестве иллюстрации, показывающей, в какой мере возрастают наши требования на оборудование, я укажу, что против 100 млн руб. технологического оборудования, предлагаемого Наркомтяжпромом для легкой промышленности в 1934 г., нам в 1935 г. необходимо будет одного технологического оборудования на сумму свыше 500 млн руб»
«В течение первой пятилетки в легкую промышленность было вложено 1 200 млн руб. В работу было пущено свыше 200 новых предприятий. В течение второй пятилетки в легкую промышленность вкладывается свыше 9 млрд руб. Как видите, рост капиталовложений — исключительно высокий».

«Основные объекты строительства легкой промышленности в течение второго пятилетия указаны в тезисах основных докладчиков, представленных съезду, и даны в большом развернутом виде в докладе товарища Куйбышева. Из тезисов и из доклада товарища Куйбышева вы видели, что основная масса капиталовложений по легкой промышленности направляется в национальные и так называемые промышленно отсталые районы. В течение второго пятилетия мы должны провести громадную программу строительства новых предприятий в сырьевых районах и районах потребления». 

### Виноградовское движение
- Май-сентябрь 1935 — на фабрике им. Ногина в Вичуге ткачихой Дусей Виноградовой (с августа — её сменщицей стала Маруся Виноградова) был достигнут всесоюзный рекорд уплотнения на автоматических ткацких станках (70 станков), информацию о котором руководство фабрики не сообщало ни в прессу, ни вышестоящему руководству.
- 6 сентября 1935 — публикация в «Правде» статьи «Советские богатыри» (о трудовом достижении Стаханова и Дюканова), после которого информация о виноградовском рекорде была сообщена руководству.
- 12 сентября 1935 — статья в отраслевой газете «Лёгкая индустрия» о рекорде Виноградовых.
- 15 сентября 1935 — нарком И. Любимов направил поздравительную телеграмму в адрес ткачих Виноградовых. В ответной телеграмме Виноградовы обещали перейти на 94 станка.
- 1 октября 1935 — ткачихи Виноградовы установили мировой рекорд производительности труда, перейдя с 70 на 100 станков (вместо 94, как планировалось ранее). В текстильной промышленности стало набирать темп виноградовское движение: появились сотни последователей по всей стране.
- 14 октября 1935 — «виноградовское» совещание у наркома легкой промышленности в Москве и знакомство наркома И. Любимова с ткачихами Виноградовыми.
- Октябрь-ноябрь 1935 — ожесточённое соревнование вичугских ткачих Виноградовых с ткачихами соседнего города Родники. Оба города хорошо известны И. Любимову по годам учительства и подпольной революционной деятельности в 1903—1906 гг.
- 21 декабря 1935 — доклад И. Любимова «Вопросы лёгкой промышленности в связи со стахановским движением» на пленуме ЦК ВКП(б).
- 17 января 1936 — награждён орденом Ленина «за перевыполнение производственного плана 1935 года по Народному Комиссариату Лёгкой Промышленности Союза ССР и достигнутые успехи в деле организации производства и овладении техникой».

## Опала, арест и казнь
На Июньском пленуме ЦК ВКП(б) (23 — 29 июня) 1937 года Сталин обвинил Любимова в политической нелояльности и связях с разоблачёнными «врагами народа», после чего постановлением пленума от 25 июня 1937 года ему и ещё нескольким членам ЦК ВКП(б) было объявлено о «политическом недоверии».
7 сентября 1937 года смещён с поста наркома лёгкой промышленности СССР без предоставления новой должности. Арестован 24 сентября 1937 года. Обвинён в участии в антисоветской право-троцкистской организации. На Октябрьском пленуме ЦК ВКП(б) (11-12 октября 1937 года) исключён из состава ЦК как разоблачённый «враг народа». Имя И. Любимова было включено в сталинский расстрельный список, датированный 1 ноября 1937 года (№ 14 в списке из 45 человек, под грифом «Быв<шие> члены и кандидаты ЦК ВКП(б)»). Приговорён к ликвидации Сталиным. 27 ноября 1937 года приговор формально утверждён Военной коллегией Верховного суда СССР. Казнён в тот же день.
14 марта 1956 года реабилитирован посмертно.

## Награды
- Орден Ленина (1935).

### О Любимове
- Любимов И. Е. В вологодской ссылке: (Воспоминания). // Правда. 1937. 14 июня.
- Магницкий М. Исидор Евстигнеевич Любимов //В памяти народа: Очерки о революционерах. Ярославль. 1988. С. 136—139;
- Панов Л. Товарищ Григорий // Кр. Север. 1982. 13 мая.
- Водовозов. М. И. Е. Любимов в вологодской ссылке // Кр. Север. 1972. 7 июля.

### Работы (книги, статьи, доклады)
- Любимов И. Е. «Кооперация и социализм» (в книге «Социализм и кооперация. Две точки зрения», Харьков, 1918).
- Любимов И. Е. «Оживление работы советов и советская общественность в деревне» (доклад на совещании председателей волостных исполнительных комитетов и членов губисполкома Московской губернии 21 ноября 1925 года). М., 1925.
- Ворошилов К. Е., Бубнов А. С., Любимов И. Е. «О старом друге» (статьи, посвящённые М. В. Фрунзе), М., 1925.
- "Большие города Западной Европы. (Берлин. Париж. Лондон). По данным заграничной делегации Московского Совета. Под общей редакцией (и с предисловием) И. Е. Любимова. М., 1926.
- Любимов И., Фомицкий В., Варьяш Э. «Достижения и недочёты советской кооперации. К Международному дню кооперации», М.-Л., 1926.
- Любимов И. Е. «Потребительская кооперация и профсоюзы» (дополненный и переработанный доклад на VII Всесоюзном съезде профсоюзов), М., ВЦСПС, 1927.
- Любимов И. Е. «Потребительская кооперация в социалистическом строительстве СССР. Изд. 2-е, М., Центросоюз, 1928.
- Любимов И. Е. „Потребительская кооперация и профессиональные союзы“, М., 1928.
- Любимов И. Е. „Очередные задачи потребительской кооперации“ (доклад на объединённом заседании советов центросоюзов СССР и РСФСР 28 мая 1929 года). М., Центросоюз, 1929.
- Любимов И. Е. „Два направления в кооперации. Кооперация в системе народного хозяйства СССР. Кооперация в стране советов и за границей“. М,. Центросоюз, 1929.
- Любимов И. Е., Позднышев А. Н. „Потребительская кооперация и профсоюзы“ (доклады, заключительные слова на VIII Всесоюзном съезде профсоюзов и резолюции Съезда), М., ВЦСПС, 1929.
- Любимов И. Е. „Два года работы потребительской кооперации (1925/26 — 1926/27)“. М., Центросоюз, 1929.
- Любимов И. Е. „Лёгкая промышленность и промысловая кооперация“ Речь на объединённом пленуме Всекопромсовета и Правления Всекомпромсоюза, 12 февраля 1932 г. М., 1932.
- Любимов И. Е. „Вопросы лёгкой промышленности в связи со стахановским движением“. Доклад на пленуме ЦК ВКП(б) 21 декабря 1935 г. М.-Л. Партиздат, 1936.
- Любимов И. Е. „Задачи лёгкой промышленности в 1936 г. И развитие стахановского движения“. Речь на первом пленуме Совета при Наркомлегпроме. М.-Л., 1936.
- Любимов И. Е. „Выше знамя социалистического соревнования. Обращение ко всем рабочим, инженерно-техническим работникам и хозяйственникам лёгкой промышленности. Задачи лёгкой промышленности в 1937 г.“ Речь на Общем собрании работников Наркомлегпрома СССР 5 января 1937 г.». М. Партиздат, 1937.

## Увековечивание памяти
Именем Исидора Любимова назван проспект в Минске (Республика Беларусь).
Именем Исидора Любимова названы улицы в городах:
- Нея Костромской обл.,
- Иваново Ивановской обл.,
- Вичуга Ивановской обл.,
- Родники Ивановской обл.,
- Лунинец Брестской обл. (Республика Беларусь).